# Rudolf Schwarzkogler
Rudolf Schwarzkogler (13 de noviembre de 1940 - 20 de junio de 1969) fue un artista de performance austriaco estrechamente asociado con el grupo accionista vienés que incluía a los artistas Günter Brus, Otto Mühl y Hermann Nitsch.

## Biografía

### Primeros años
Era hijo de un médico que se suicidó cerca de Dubinniskij-Stalingrado tras una grave herida de guerra en la que perdió ambas piernas. En 1951, la madre de Schwarzkogler se mudó con su éste a Lienz, donde se casó con el escultor Erich Unterweger. En 1954 regresó a Viena para vivir con su abuela paterna y en 1956 para vivir con su otra abuela en Viena. En 1956 estuvo en la escuela de oficios federal, donde permaneció durante un año.

### Carrera artística
En 1960 conoció y se hizo amigo de Hermann Nitsch, que se había graduado en la Graphische en 1958. Al año siguiente dejó las artes gráficas sin graduarse y durante el verano trabajó como estudiante en prácticas para CF Boehringer und Soehne GmbH en Mannheim. En octubre se matriculó en la Academia de Artes Aplicadas de Viena, pero solo asistió brevemente. Fue reclutado por el ejército. Trabajó como artista gráfico y participó en campañas de activistas vieneses como Otto Muehl y Hermann Nitsch. Poco después inició sus propias acciones.
Schwarzkogler se dedicó por completo al arte libre a partir de 1965, dejando su trabajo. Se interesó por las apuestas de caballos y los sistemas ganadores[cita requerida]. En 1968 participó en algunos proyectos cinematográficos. En 1969 murió tras caer por la ventana de su apartamento. Fue enterrado en el Cementerio Central de Viena.
Es bien conocido por las fotografías que representan su serie de "Aktionen", que presentan composiciones con diversos objetos. Los temas perdurables de las obras de Schwarzkogler involucraban la experiencia del dolor y la mutilación, a menudo en un contexto clínico incongruente, como en 3rd Aktion (1965), en la que la cabeza de un paciente envuelta en vendas es perforada por lo que parece ser un sacacorchos, produciendo una mancha de sangre en las vendas. Reflejan un mensaje de desesperación ante las decepciones y el daño del mundo.[cita requerida]
Schwarzkogler realizó también acciones con su “modelo” Heinz Cibulka que fueron escenificadas para fotografía; la imagen resultante fue concebida como una especie de escenario.
La primera de ellas, y la más famosa, tuvo lugar el 6 de febrero de 1965. Se titulaba "Boda". En ella el artista muestra un ritual privado con elementos religiosos, chamánicos y alquímicos en una mesa cubierta con un mantel blanco, sobre la que hay peces muertos, un pollo muerto, varios órganos de animales, huevos, líquidos coloreados, un cuchillo y tijeras.
Después de sus seis acciones, Schwarzkogler escribió sobre conceptos artísticos que no volvería a experimenter. Estaba interesado en comer, beber y ayunar, se auto-prescribía sanaciones oscuras, abluciones y otros remedios físicos que tenían que ver con la puridad. En 1972 se mostraron textos, sketches y fotos de sus acciones de forma póstuma, que tenían que ver con sus intervenciones en la Documenta de Kassel desde 1965 a 1969.
Chris Burden comentó una vez que en un artículo de Newsweek de la década de 1970 había mencionado erróneamente sobre la muerte de Schwarzkogler por haberse cortado el pene durante una actuación.  El error se debía a una escena de las fotografías de Schwarzkogler que había sido malinterpretada. Respecto al tema de la castración, cabe mencionar que en algunas de sus performances, como en Aktion 2, Schwarzkogler posó con un pescado abierto en rodajas cubriendo su ingle. Con ello se acrecentó este mito. Por otra parte, el protagonista de la Aktion en la que se simulaba el corte de un pene no era el propio Schwarzkogler, sino su amigo y modelo, el reconocido fotógrafo Heinz Cibulka. Cuando Schwarzkogler murió, la serie de representaciones ya había concluido hacía tiempo. Fue encontrado debajo de una ventana de la que se había caído, aparentemente víctima de un accidente. Su muerte generó especulaciones y más mitos. 

## Otras lecturas
- Ensayo de reconstrucción de Philip Wincolmlee Barnes: El museo de la mente

- Datos: Q84761